# Alaune
Alaun (von mittelhochdeutsch alūn, von lateinisch Alumen ‚bitteres Tonerdesalz‘, ‚Alaun‘, bei Paracelsus kristallwasserhaltiges ‚Kalialaun‘; von indogermanisch alu- ‚bitter‘; englisch: Alum, französisch: Alun) wurde ursprünglich nur Kalialaun genannt, ein (schwefelsaures) Kalium-Aluminium-Salz (KAl(SO4)2 oder K2Al2(SO4)4), das kristallisierte wasserhaltige schwefelsaure Doppelsalz (kombiniertes Metallsulfat) von Kalium und Aluminium (auch Kaliumaluminiumsulfat; genannt auch Kaliumalaun und Kalium-Aluminium-Alaun). Inzwischen bezeichnet man so bisweilen auch das entsprechende Ammoniumaluminiumsalz, während der Name Alaune für alle schwefelsauren Doppelverbindungen gleichartiger chemischer Konstitution gilt, wobei dann das für Kalium bzw. Aluminium eintretende Metall der Bezeichnung vorgesetzt wird, zum Beispiel Chromalaun für das schwefelsaure Doppelsalz von Kalium und Chrom.
Alaune haben immer die Zusammensetzung MIMIII(SO4)2·12 H2O, (bzw. oft auch in der doppelten Formeleinheit als MI2SO4·MIII2(SO4)3·24 H2O angegeben), wobei MI einwertige Metallkationen wie die Alkalimetalle Natrium, Kalium, Rubidium und Caesium – mit Ausnahme von Lithium, da es nicht ohne Stabilitätsverlust eingebaut werden kann – Thallium oder auch Ammonium und seine organisch substituierten Derivate sein können; MIII können folgende dreifach positiv geladenen Metallkationen sein: Aluminium, Gallium, Indium, Titan, Vanadium, Chrom, Mangan, Eisen, Cobalt, Rhodium, Iridium und zum Teil auch Thallium. Die typischen Alaune sind die mit Aluminium, Chrom und Eisen. Sämtliche Alaune kristallisieren im kubischen System, meist in der Oktaederform und immer mit 12 Molekülen Kristallwasser. Vom Natrium sind ferner nur zwei sehr unbeständige Alaune bekannt, der Aluminium- und der Chrom-Alaun.

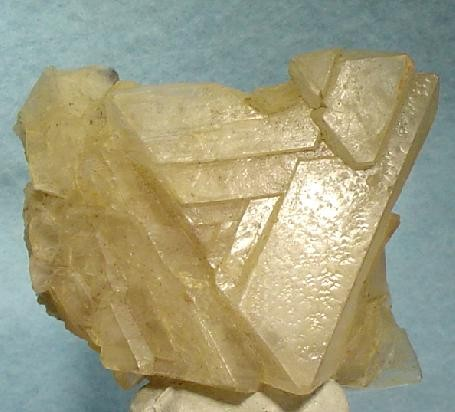
Kalialaun als Mineral, gefunden in Utah

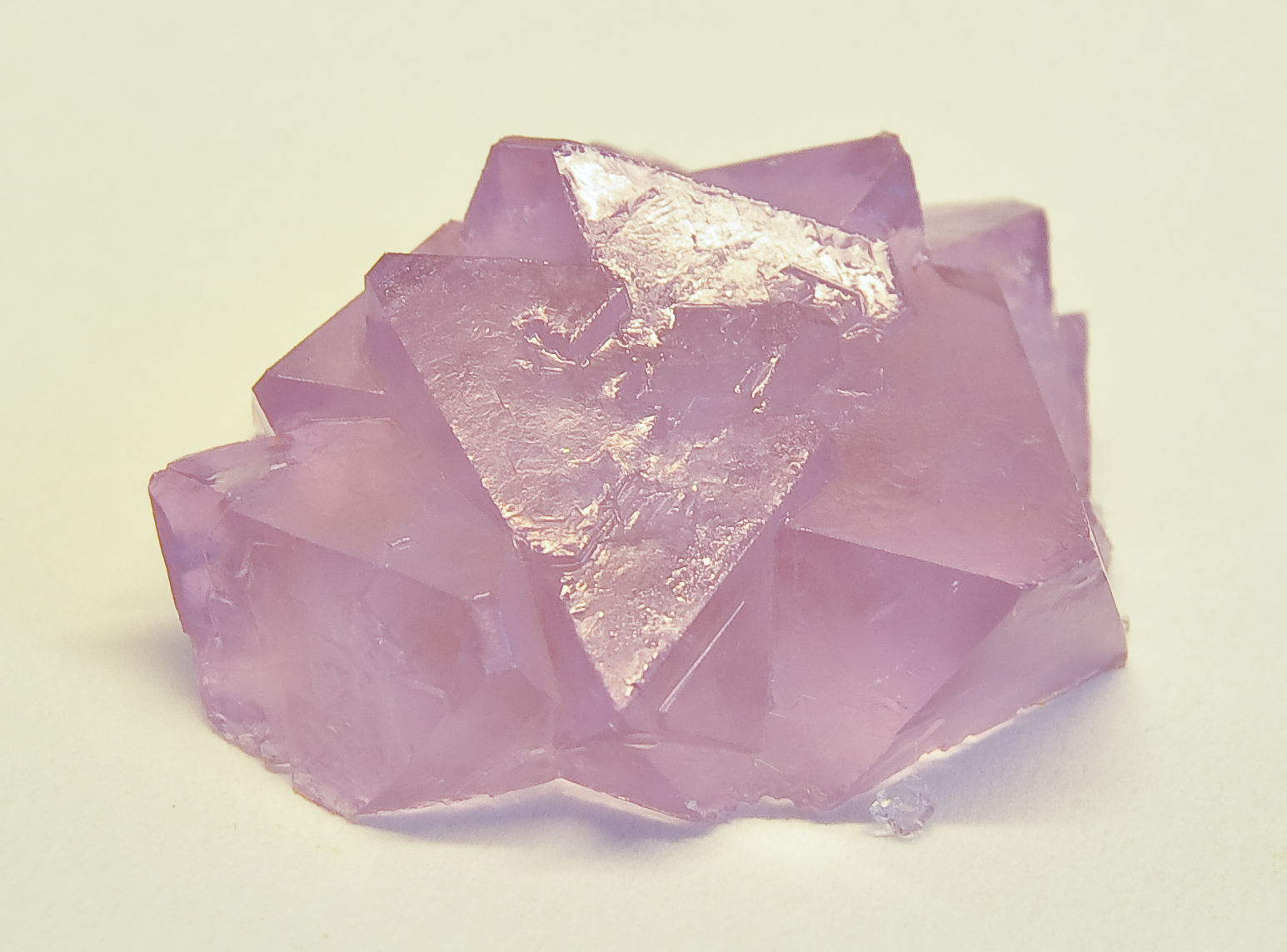
Ein Kristall aus Ammoniumeisenalaun

## Geschichte

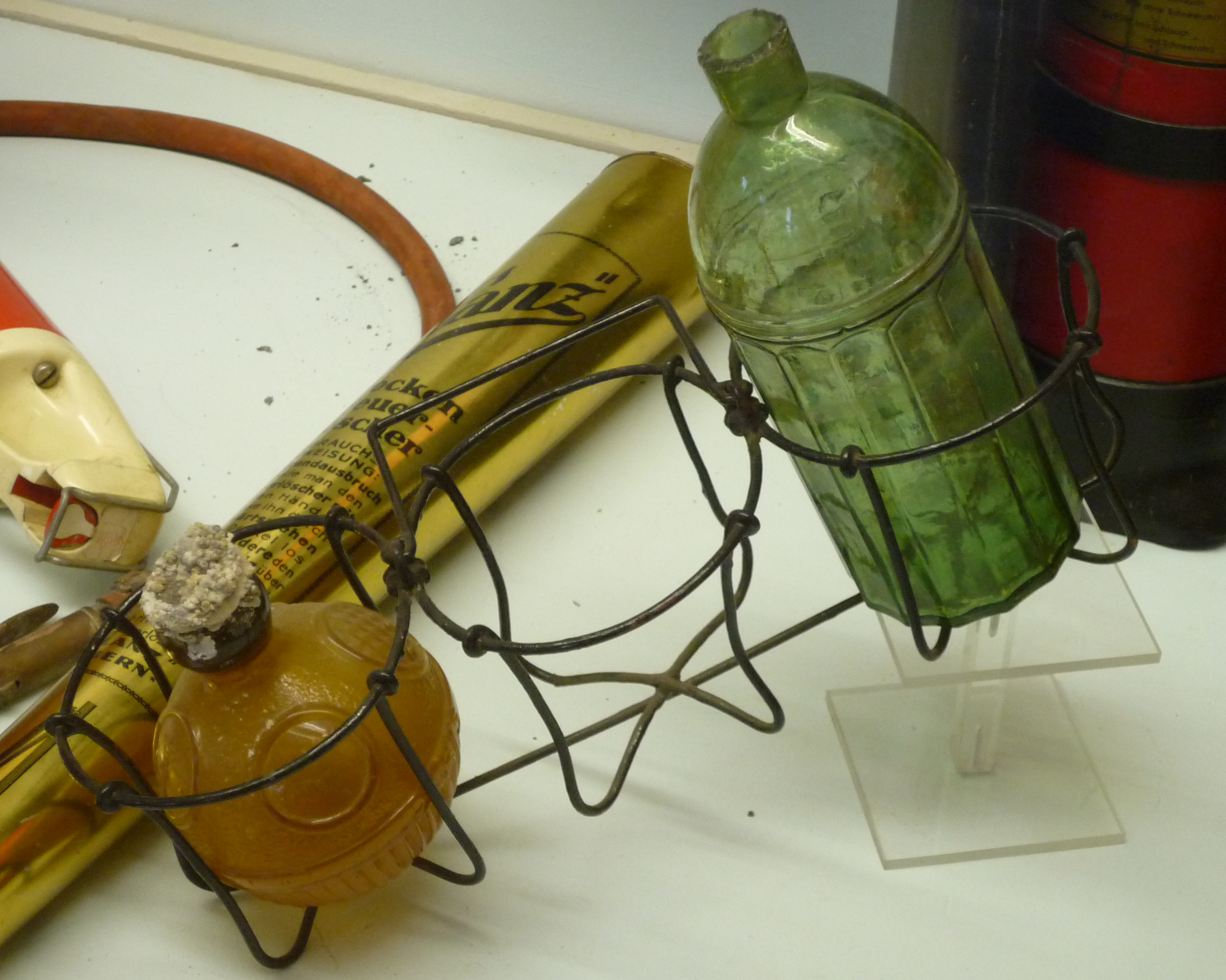
Löschbombe: Das Gemisch aus feinem Alaunpulver und ein wenig Schießpulver wurde durch einen Schwefelfaden an der Öffnung gezündet (um 1700)

Die Ägypter nutzten Alaun bereits als Flammschutzmittel für Holz. Gefundene Stücke stammen aus dem Jahr 450 v. Chr. Auch die Römer nutzten es zu diesem Zweck und versetzten es zusätzlich mit Essig. Ferner benutzten sie es als Antitranspirant: „Er entfernt den Gestank unter den Achseln sowie auch den Schweiß“.
Auch in der Alchimie fand Alaun um das 11. Jahrhundert Anwendung.
Während des 14. und 15. Jahrhunderts besaß die Florentiner Familie der Medici das alleinige Vergütungsrecht auf dieses zur Tuchfärbung nötige Mineral. Sie betrieb zusammen mit der Kirche das erste europäische Alaunwerk in Tolfa.
In der frühneuzeitlichen Pharmazie unterschied man ungereinigten Alaun (Alumen crudum), faserigen Federalaun (Alumen plumosum), „Alaunstein“ (im Gegensatz zum in Wasser gelösten Alaun, dem „Alaunwasser“, lateinisch auch aqua aluminata) und gebrannten Alaun (Alumen ustum, formal wie oben, nur ohne Kristallwasser) sowie Alumen zuccarinum (mit Zucker und Eiweiß gemischter Alaun).
1578 verkaufte der zum Protestantismus übergetretene Bankier Horatio Palavicino, dessen Familie das päpstliche Alaunmonopol verwaltete, den gesamten Vorrat gegen einen von Königin Elisabeth von England unterzeichneten Schuldschein über 29.000 Pfund und die Gewährung des Importmonopols an die Niederländer. England hatte lange darunter gelitten, dass das damalige Monopol beim Kirchenstaat lag und die Importe, die für die Tuchindustrie zur Fixierung der Farben wichtig waren, nach der Loslösung der Kirche von England unter Heinrich VIII. behindert waren. Man prospektierte danach auch im eigenen Land und Thomas Chaloner baute in Yorkshire ab 1607 eine eigene Alaunindustrie basierend auf Alaunschiefer auf.
In den 1830er Jahren betrieben Leopold Bleibtreu (1777–1839) und dessen Bruder Abraham (1775–1852) die größte Alaunhüttenunternehmung Preußens im heutigen Bonner Stadtteil Holzlar.

## Verwendung

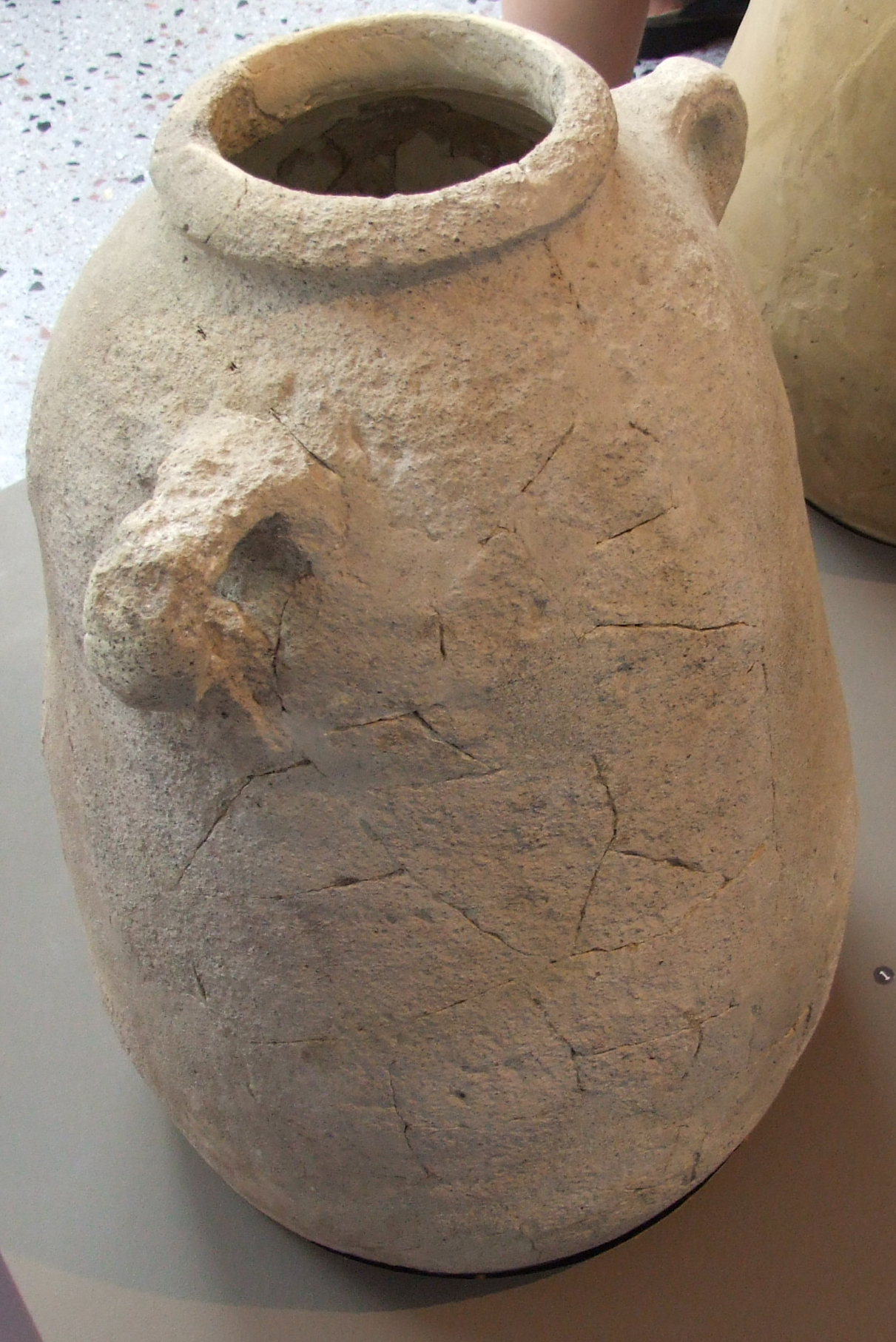
In dieser römischen Amphore, gefunden in Bliesbruck, wurde Alaun von den Liparischen Inseln zum Färben von Wolle transportiert. Pompeii-Ausstellung 2007, Europäischer Kulturpark Bliesbruck-Reinheim

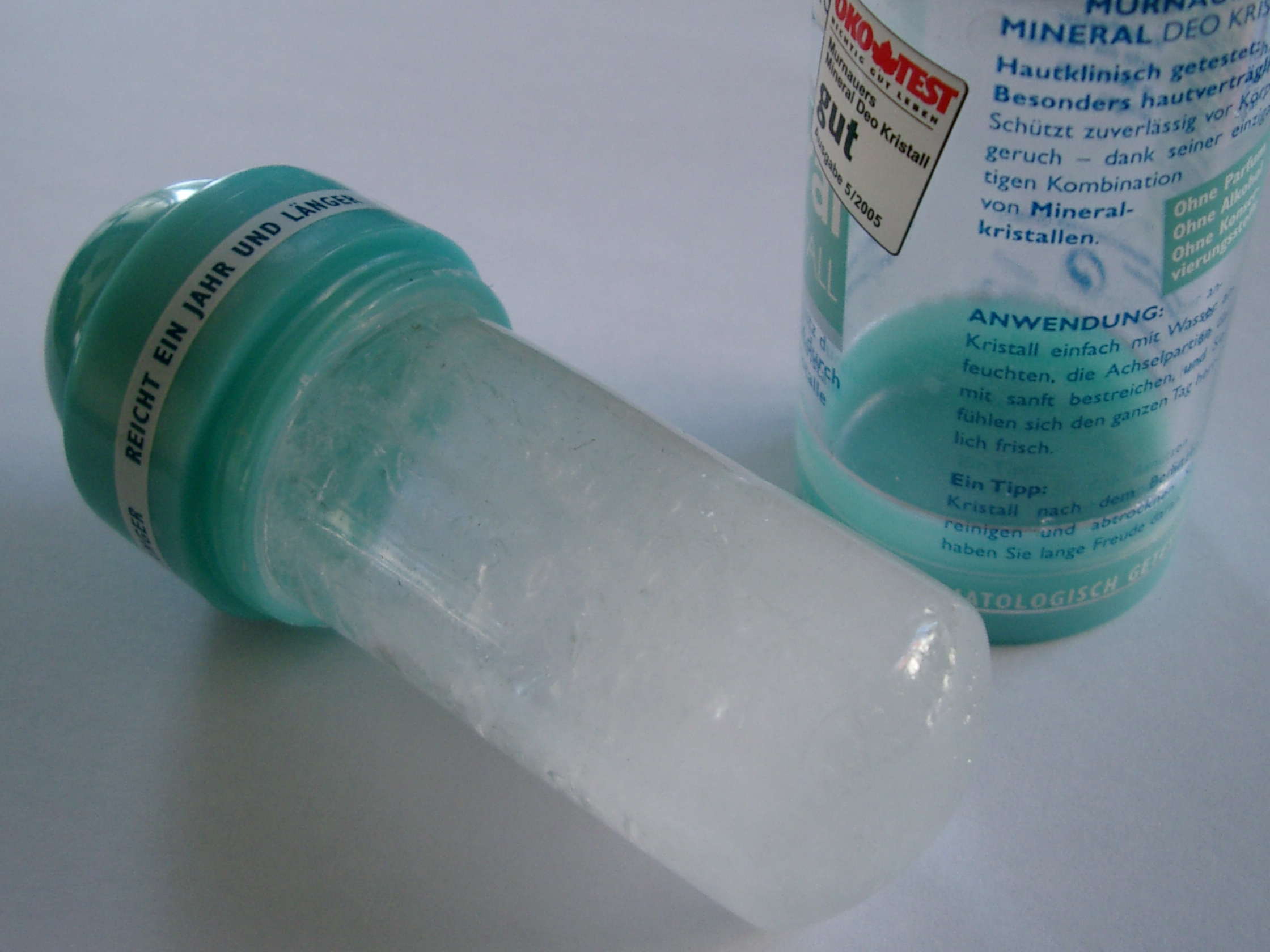
Deo-Kristall aus Alaun

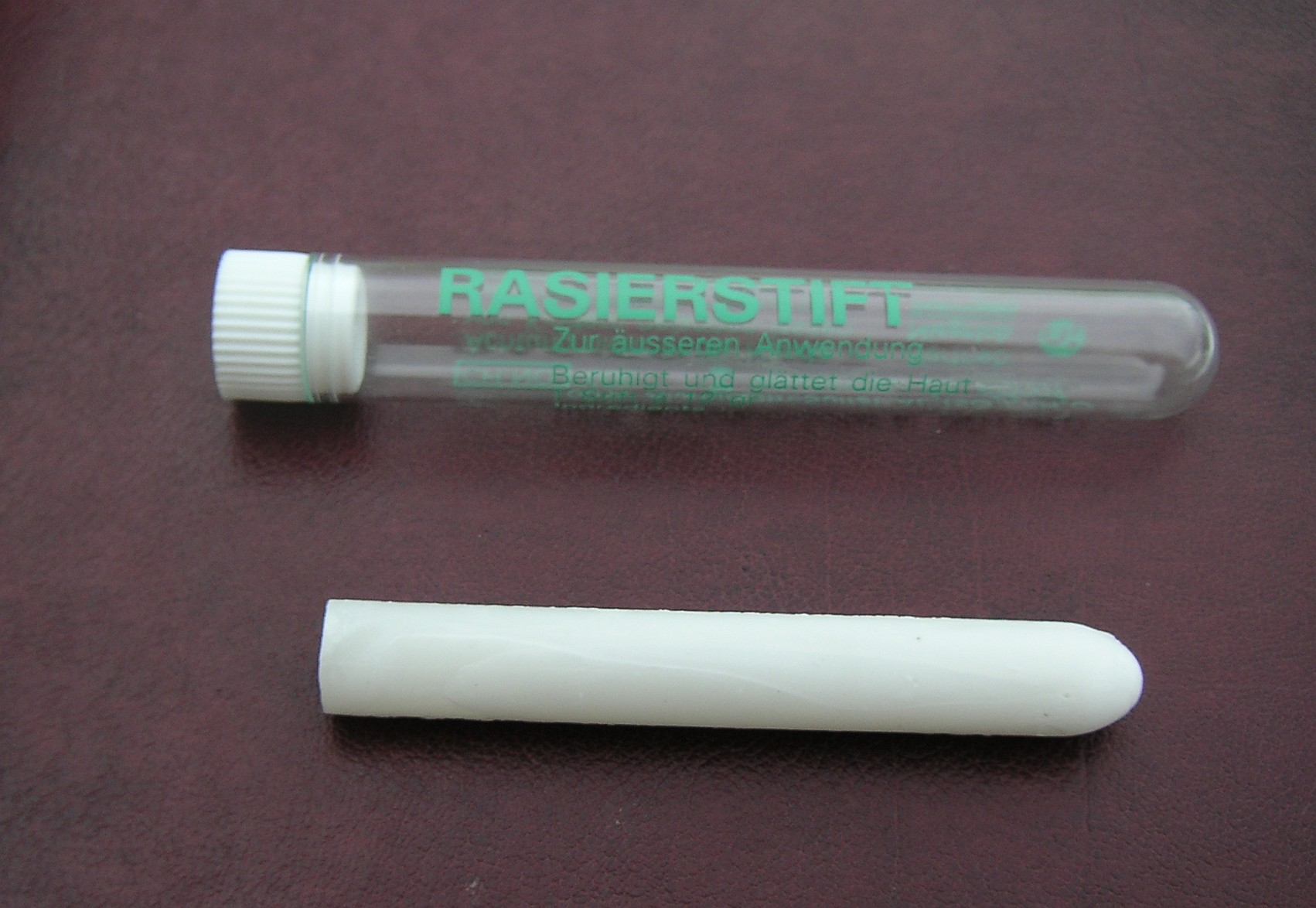
Rasierstift aus Alaun

In der Gerberei nutzt man Alaun zum Weißgarmachen der Häute, in der Kattundruckerei und in der Zeugfärberei zum Beizen (siehe auch Färberpflanzen). Ferner wird er benutzt zum Wasserdichtmachen von Zeugstoffen, die danach durch Ölsäure gezogen werden, zum Klären von Flüssigkeiten usw. In vielen Fällen muss der Alaun vollkommen frei von Eisen sein, dessen Gegenwart mittels Blutlaugensalz (Blaufärbung) nachgewiesen wird. In der Papierherstellung, Färberei und Weißgerberei benutzt man jetzt vielfach statt des Alauns Aluminiumsulfat selbst, das daher auch oft als konzentrierter Alaun bezeichnet wird.
- Ammoniumalaun (Alumen amoniacale), (NH4)Al(SO4)2·12 H2O, wird entsprechend dem Kalialaun hergestellt, indem man Aluminiumsulfat statt mit Kaliumsulfat mit Ammoniumsulfat versetzt. Er enthält 49,62 % Kristallwasser, ist leichter in kaltem Wasser löslich als der gewöhnliche Kali-Alaun und wird wie dieser verwendet. Der Gehalt an wasserfreiem Aluminiumsulfat beträgt beim Kalialaun 10,8 %, beim Ammoniumalaun 11,9 % und beim sog. konzentrierten Alaun (s. o.) 15,4 %. Ammoniakalaun, der übrigens häufig ein Gemisch mit Kalialaun ist, gibt beim Behandeln mit Ätzkali den stechenden Geruch nach Ammoniak (Salmiakgeist) ab.
- Natronalaun wird nur selten benutzt, da er schnell verwittert, trübe wird und schließlich zu einem weißen Pulver zerfällt.
- Chromalaun, KCr(SO4)2·12 H2O (Alumen chromicum), in dem das Aluminium durch Chrom ersetzt ist, wird in der Färberei und Gerberei verwandt. Er entsteht häufig als Abfallprodukt bei der Teerfarbenherstellung, bei welcher die Chromsäure als Oxidationsmittel benutzt wird, und besteht aus bei auffallendem Licht fast schwarzen, bei durchfallendem Licht dunkelroten Oktaedern, die sich in Wasser mit violetter Farbe lösen.

Alaun wird auch dazu verwendet, Knetmasse herzustellen.
Häufigste Anwendung im täglichen Leben ist der Alaunstift, der als Adstringens zur Blutstillung eingesetzt wird. Bereits in Antike und Mittelalter wurden Alaune in der Heilkunde genutzt. Aber auch im Gartenwesen wird Alaun eingesetzt. Hier werden Hortensien mit Alaun gedüngt, um eine violette bzw. blaue Färbung der Blüten hervorzurufen. In Thailand etwa wird er dem Wasser beigegeben, um die Schwebstoffe darin zu binden und das erdige Wasser so zu klären. Auch als antitranspirant wirkender Bestandteil von Deodorants oder, in fester Form (meist mit desodorierenden Zusatzstoffen), als sogenannter Deokristall, wird er verwendet. Der Alaun-Kristall wird hierzu genässt und auf die zu deodorierenden Stellen aufgetragen.
In China wird seit Jahrhunderten Alaunpulver (chinesisch 明矾粉, Pinyin míngfánfěn) zur Herstellung des frittierten Frühstücksgebäcks Youtiao (chinesisch 油条, Pinyin yóutiáo) benutzt.
Kristallzüchter verwenden oft Kalium-Aluminium- und Kalium-Chrom-Alaun. Beide Alaune lassen sich zu zentimetergroßen Kristallen züchten.
Im Bauwesen verwendet man Alaun als Zugabe zum Kalkanstrich zur Vermeidung von Schimmelpilzbildung und als Grundierung vor Kaseinanstrichen.
In der Pharmazie und Immunologie dient Alaun (Aluminiumkaliumsulfat) als Adjuvans zur Wirkverstärkung von Arznei- und Impfstoffen.

## Kalialaun
Kalialaun, KAl(SO4)2·12 H2O, enthält 45,5 % Kristallwasser, bildet farblose, durchsichtige, bisweilen sehr große Kristalle, die sich erst bei längerem Lagern an der Luft mit einem feinen, weißen, undurchsichtigen Häutchen von verwitterter Substanz überziehen, schmeckt herbe und zugleich süßlich und kann in größeren Dosen schädlich wirken. Das spezifische Gewicht wird von Kopp mit 1,924 g/cm3 angegeben. Beim Erwärmen schmilzt der Alaun zunächst in seinem Kristallwasser und hinterlässt schließlich eine lockere, weiße, undurchsichtige Masse („weißer Alaun“), die man gebrannter Alaun (lateinisch Alumen ustum) nennt. Seine Löslichkeit ist in heißem Wasser sehr groß, in kaltem sehr gering, so dass die Reindarstellung verhältnismäßig leicht gelingt; die Lösung reagiert sauer. Als häufigste Kristallform zeigt sich das Oktaeder, an dem zuweilen die Würfelflächen abstumpfend auftreten. Besonders ist dies bei dem früher seiner Reinheit wegen hochgeschätzten römischen Alaun der Fall, der deshalb auch kubischer oder Würfelalaun genannt wurde. Die Würfelform lässt sich dadurch erzielen, dass man zu der heißen konzentrierten Lösung Pottasche (Kaliumcarbonat), Soda (Natriumcarbonat) oder Ammoniak hinzusetzt, bis ein bleibender Niederschlag entsteht, und dann erst erkalten lässt. Solche Kristalle heißen neutraler oder abgestumpfter Alaun und sind, chemisch betrachtet, basische Salze.

## Chromalaun
Formel: KCr(SO4)2·12H2O (vollständige Bezeichnung Chrom(III)-kaliumsulfat-Dodecahydrat oder Kaliumchrom(III)-sulfat). Chromalaun ist dunkelviolett und kristallisiert in Oktaedern. Gemischt mit Kalialaun eignet es sich gut für die einfache Kristallzucht.

Aluminium-Alaun-Einkristall, Chrom-dotiert
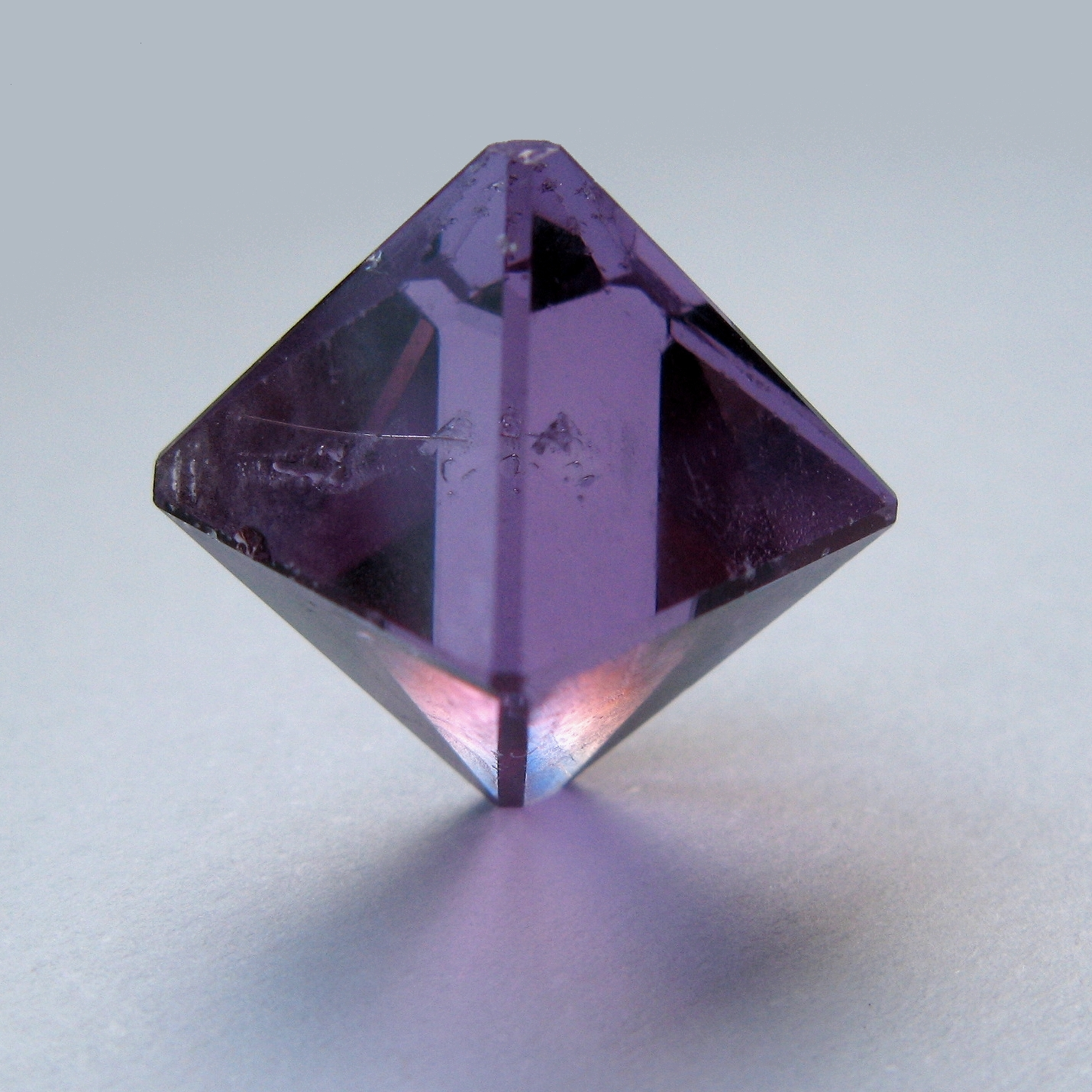
Entlang der Oktaederkanten sind Rhombendodekaeder-Flächen angedeutet.
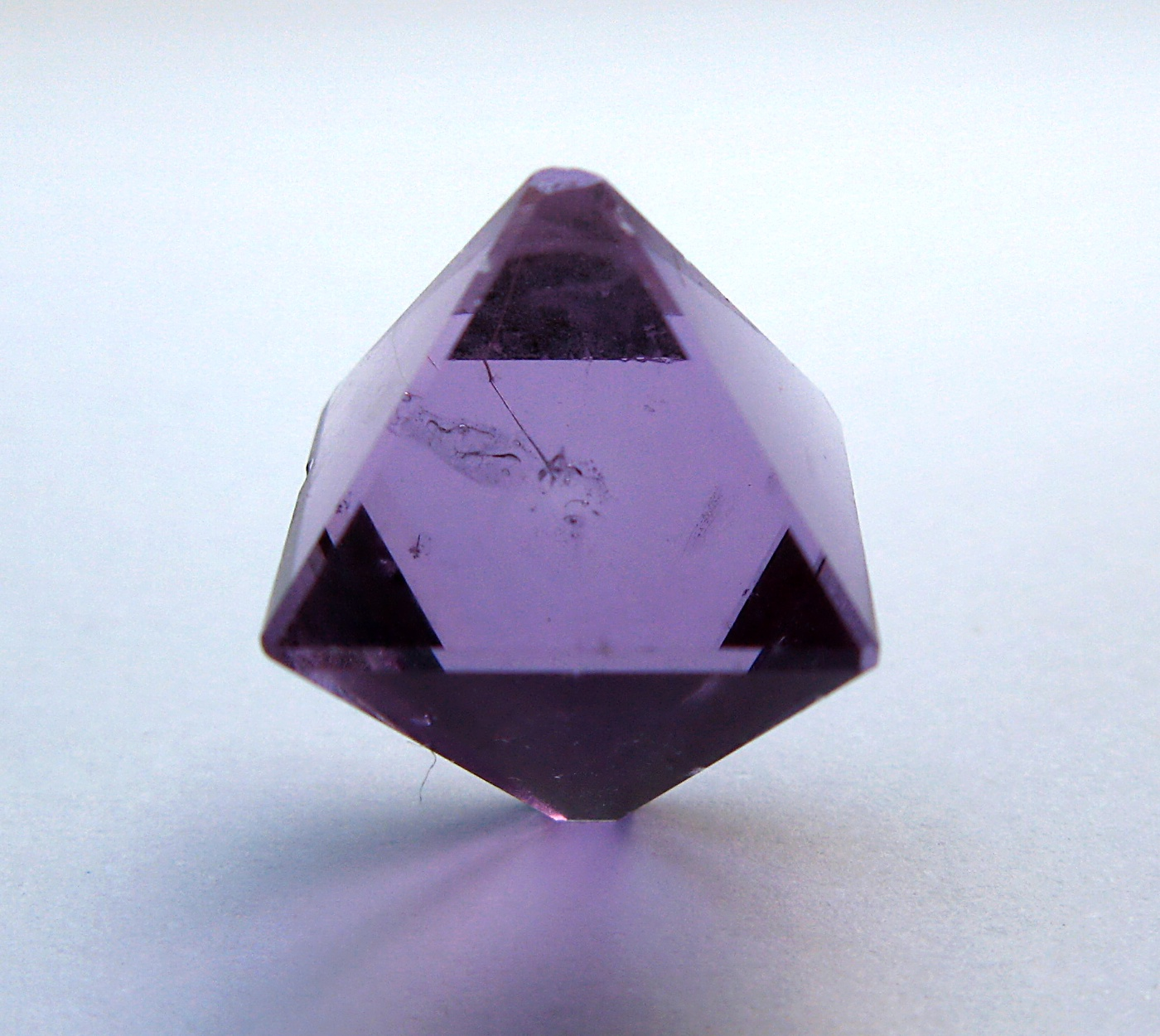
Derselbe Kristall mit Sicht auf die Dreiecksflächen …
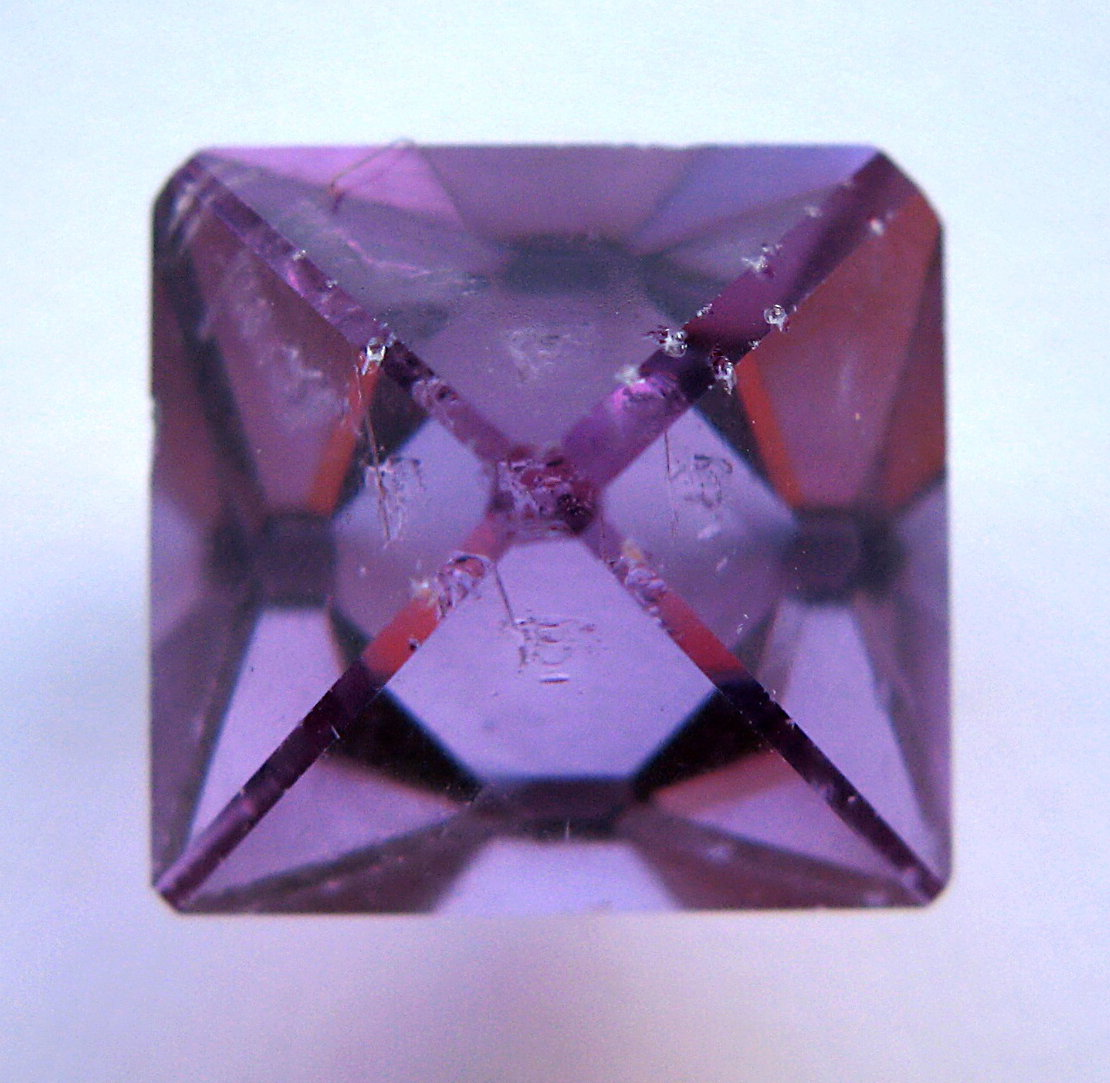
… und von oben.

## Alaune mit Selenaten
Es gibt auch einige wenige Selenate SeO42−, die in ihrer Kristallstruktur den Alaunen entsprechen. Es sind solche Verbindungen mit den großen Ammonium-, Rubidium- und Caesium-ionen als Alkalikomponente bekannt. Die allgemeine Formel lautet MIMIII(SeO4)2·12H2O (MIII = Al, Ga, Fe, Cr, Rh, Ir).

## Alaune mit Tetrafluoroberyllatsalzen
Ammoniumtetrafluoroberyllat und Kaliumtetrafluoroberyllat sind isomorph mit den entsprechenden Sulfaten Ammoniumsulfat und Kaliumsulfat. Diese Salze bilden daher Kristalle mit Alaunstruktur z. B. in folgenden Verbindungen: (NH4)2[BeF4]•Al2(SO4)3•24 H2O, (NH4)2[BeF4]•Fe2(SO4)3•24 H2O und K2[BeF4]•Al2(SO4)3•24 H2O.

## Liste von Alaun-Kombinationen
| - NaAl(SO4)2·12 H2O - KAl(SO4)2·12 H2O - RbAl(SO4)2·12 H2O - CsAl(SO4)2·12 H2O - TlAl(SO4)2·12 H2O - NH4Al(SO4)2·12 H2O - KGa(SO4)2·12 H2O - RbGa(SO4)2·12 H2O - CsGa(SO4)2·12 H2O - TlGa(SO4)2·12 H2O - NH4Ga(SO4)2·12 H2O - RbIn(SO4)2·12 H2O - CsIn(SO4)2·12 H2O - NH4In(SO4)2·12 H2O - KTi(SO4)2·12 H2O - RbTi(SO4)2·12 H2O - CsTi(SO4)2·12 H2O - NH4Ti(SO4)2·12 H2O - KV(SO4)2·12 H2O - RbV(SO4)2·12 H2O - CsV(SO4)2·12 H2O - NH4V(SO4)2·12 H2O | - NaCr(SO4)2·12 H2O - KCr(SO4)2·12 H2O - RbCr(SO4)2·12 H2O - CsCr(SO4)2·12 H2O - TlCr(SO4)2·12 H2O - NH4Cr(SO4)2·12 H2O - RbMn(SO4)2·12 H2O - CsMn(SO4)2·12 H2O - KFe(SO4)2·12 H2O - RbFe(SO4)2·12 H2O - CsFe(SO4)2·12 H2O - TlFe(SO4)2·12 H2O - NH4Fe(SO4)2·12 H2O - KCo(SO4)2·12 H2O - RbCo(SO4)2·12 H2O - CsCo(SO4)2·12 H2O - NH4Co(SO4)2·12 H2O - RbRh(SO4)2·12 H2O - CsRh(SO4)2·12 H2O - RbIr(SO4)2·12 H2O - CsIr(SO4)2·12 H2O - NH4Ir(SO4)2·12 H2O |